# بريبوي (فئة سفينة هجومية برمائية)
فئة السفن بريبوي، والفئة الأثقل لافينا Lavina هما تصميمان اقترحهما مكتب التصميم نيفسكو Nevskoe Bureau وومركز أبحاث كريلوف Krylov State Research Centre -على التوالي- كسلسلة من السفن الهجومية البرمائية المستقبلية للبحرية الروسية.

وقد صُممت الفئة كبديل لسفينتين من فئة ميسترال الفرنسية، التي طلبتها روسيا في 2011، لكن فرنسا ألغت الصفقة في سبتمبر 2014 بسبب التدخل العسكري الروسي في أوكرانيا. وتُعد سفن هذه الفئة أيضاً خلف للبرنامج السوفيتي غير المحقق 11780 LHD. وبحسب ما ورد سيتم توقيع عقد في أبريل 2020 لبناء سفينتي LHD معدلتين من فئة بريبوي بإزاحة محسنة تبلغ 25000 طن.

## خلفية تاريخية
كان المشروع 11780 خيرسون Kherson عبارة عن برنامج سوفياتي لحاملة مروحيات من حقبة الثمانينيات، وكان التصميم مستمداً من فئة حاملات الطائرات «كييف Kiev» ومشابه لفئة السفن الهجومية البرمائية من فئة «تاراوا Tarawa». كان يفترض أن إزاحة السفينة ستصل إلى حوالي 40,000 طن، ومحطات توليد الطاقة بها توربينية بخارية، كما كانت مصممة لحمل حوالي 12 مروحية وتحتوي 3 زوارق إنزال من طراز «تسابلايا Tsaplya». ولكن هذا المشروع تم إلغاؤه بسقوط الاتحاد السوفياتي في عام 1991.

وقد تم الكشف عن تصميمات «بريبوي» و «لافينا» لأول مرة في يونيو 2015 خلال منتدى «ARMY-2015» العسكري التقني، كبديل لسفينتين من طراز ميسترال لم يتم تسليمهما إلى روسيا التي كانت قد طلبت إنشائهما بموجب عقد في 2011 بقيمة 1.3 مليار دولار أمريكي. وبسبب العقوبات الغربية ضد روسيا، رفض الجانب الفرنسي المضي قدما في التسليم وتم تعليق الصفقة في عام 2015. وقد أعادت فرنسا بعد ذلك روسيا الإيداع المدفوع لبناء السفينتين.

تم بيع كلتا السفينتين في وقت لاحق إلى البحرية المصرية.

في 25 مايو 2017، صرح نائب وزير الدفاع الروسي بوري بوريسوف، أن دورة بناء حاملة مروحيات روسية جديدة ستستمر أربع سنوات على الأقل، وبحلول عام 2022 ستكتمل أول سفينة من هذا النوع.

وفي يونيو 2017، صرح نائب رئيس الشركة المتحدة لبناء السفن إيجور بونوماريف أن حاملات المروحيات "Priboy" تم إدراجها في برنامج التسلح الحكومي الروسي الجديد -للفترة 2018-2025- وأن بناء السفن يمكن أن يتم إما عن طريق سيفيرينيا فيرف Severnaya Verf أو حوض بناء السفن بالتيك Baltic Shipyard أو سيفماش Sevmash.

في يوليو 2017، أعلن دميتري بيليك -عضو مجلس الدوما الروسي- أن السفينة الرئيسية للفئة ستسمى سيفاستوبول على اسم المدينة الروسية بشبه جزيرة القرم. وأن تكلفة السفينة ستبلغ حوالي 40 مليار روبل روسي (675 مليون دولار).

في 11 سبتمبر 2019، تم الإعلان عن السفينة الأولى والثانية من الفئة -وبإزاحة قدرها 25000 طن- سيتم البدء في تشييدها بشهر مايو 2020 في أحواض بناء السفن زاليف Zaliv Shipyard بشبه جزيرة القرم. ويُفترض تسليم السفينة الأولى إلى البحرية الروسية في عام 2026، والثانية في عام 2027.

## التصميم والمواصفات
كانت «لافينا» هي التسمية الأولى للفئة، وقد تم الكشف عنها في المنتدى العسكري التقني ARMY-2015، وتشير إلى النوع الأثقل الذي صممه مركز كريلوف للأبحاث، بإزاحة حوالي 24000 طن. ثم تم استخدام «بريبوي» للإشارة إلى البديل الأخف -والذي صممه مكتب نيفسكو-بإزاحة تبلغ حوالي 14000 طن.وبشكل عام، فإن الأخبار الواردة عن الإزاحة الخاصة بسفن هذه الفئة غير دقيقة، وتختلف باختلاف المصادر.

وكشفت وسائل الإعلام الروسية عن بعض خصائص السفن الهجومية البرمائية المرتقبة والتي كان من المتوقع البدء ببناءها في ربيع عام 2020. فتبين أن البحرية الروسية ستحصل -على الرغم من التأخير- على سفن شاملة بقدرات الإبحار للرسو على الشاطيء. وبحسب ما ورد، تضم القوة الجوية للسفينة 20 مروحية، وسيكون هناك 6-7 منصات للإقلاع والهبوط، وسيتم تنفيذ عمليات ما قبل الطيران وصيانة المروحيات -التي سيتم رفعها لسطح السفينة قبل أن تصبح منصات الطيران متاحة- في وقت واحد.

تحتوي السفينة من فئة بريبوي على ست سفن إنزال سريعة بقدرة رفع 45 طن لكل منها، وستة زوارق هجومية. كما أنها مجهزة بنظام تكتيكي متكامل لإدارة القتال.

وتتميز سفن هذه الفئة أيضاً بباقة من وسائل الحرب الإلكترونية، والأجهزة الهيدروصوتية، والتي تشمل رادار كشف ثلاثي المحاور، ومنظومة ملاحة، وحرب إلكترونية متكامل، وباقات اتصالات ومنظومة لكشف قوات التخريب تحت الماء.

### الدفع

نموذج تخطيطي لمنظومة شراكة ديزل و غاز CODAG مع صندوق تروس ثنائي السرعة

المشكلة الرئيسية لبناء السفن الروسية الحديثة تتمثل في محطات الطاقة. وقد تم حل مشكلة توربينات الغاز جزئيًا بعد إطلاق الإنتاج في رايبينسك Rybinsk. ومع ذلك، لا تنتج روسيا محركات ديزل حديثة بالسعة المطلوبة لدفع السفن الهجومية البرمائية.

هناك طريقة لاستخدام محطات الطاقة المتاحة، وعلى وجه الخصوص مجمعات الديزل والغاز M-55R المركبة على فرقاطات المشروع 22350. حيث تمتاز وحدة الديزل والغاز المشتركة CODAG هذه، بسعة قدرها 32700 حصان (5200 حصان من محرك الديزل 10D49 و 27500 من توربينات الغاز M-90FR). ويمكن لمحركات الديزل والغاز أن تعمل معًا أو بشكل منفصل.
وبذلك فإن وحدتان من M-55R بسعة إجمالية 65400 حصان يدوران بعمودين، يدفعا فرقاطة بإزاحة 6000 طن، بتسارع يقترب من 30 عقدة. ويعتقد الخبراء أنه في حالة السفينة الهجومية البرمائية الشاملة ذات الإزاحة التي تقارب 25000 طن، ستمكنها محطة توليد الطاقة هذه للإنطلاق بسرعة قصوى تبلغ 23-25 عقدة، وهي كافية للسفن الحربية من هذه الفئة.

### القوة الجوية

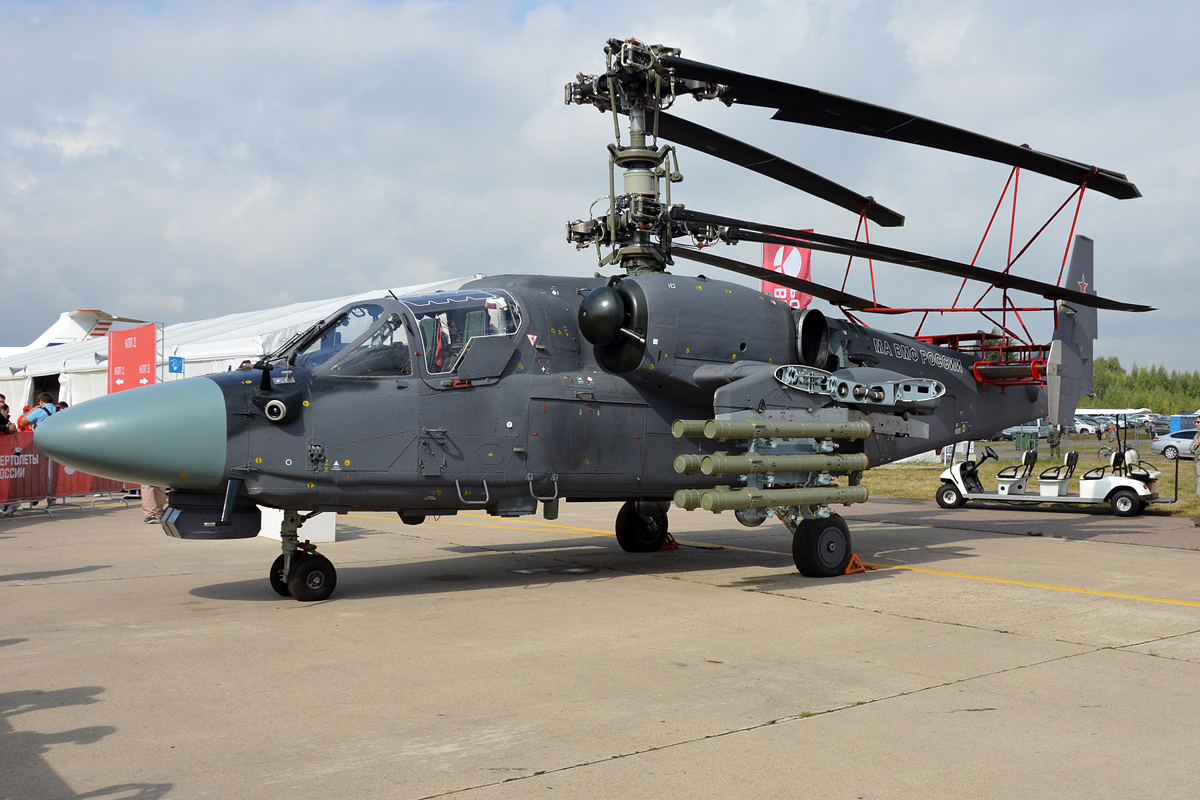
كاموف كا-52كيه "كاتران" (النسخة البحرية من المروحية كا-52)

تكوين القوة الجوية وقوتها هي القضية الأهم في حالة حاملات المروحيات. ولدى روسيا العديد من المروحيات البحرية، كمضادة الغواصات كا-27 علاوة
على قدراتها بمهام الإنقاذ، وكذلك مروحيات النقل كا-29، ومروحيات المراقبة الرادارية كا-31. هناك أيضًا المروحية الهجومية كا-52 كيه. ومع ذلك، فإن مروحية هجومية واحدة قد تكون غير كافية للقوة الجوية لسفينة هجومية برمائية شاملة.
في الوقت الحاضر، تقوم روسيا بتصميم عائلة جديدة من المروحيات متعددة المهام المحمولة بحراً تحت اسم مينوجا Minoga وأحيانًا باسم كا-65. ولم يتم الكشف عن الخصائص الدقيقة لهذه المروحية، ولكن البيانات المتاحة توفر بعض الاستنتاجات، ومنها:
اعتماد المروحية على محركين TV7-117 بسعة إقلاع 3000 حصان وسعة معززة 3750 حصان.وتُظهر السعة ووزن الإقلاع أن مينوجا تتوافق مع مروحية من طراز مي-38 أو مروحية متعددة الوظائف إيه دبليو-101

### التسليح
يشتمل تسليح سفينة من فئة بريبوي على وحدتين صاروخية/مدفعية للدفاع الجوي، ومنظومتي للقتال القريب، ومدفع بحري 76 ملم. بينما تشير بعض المصادر إلى أن المدفع البحري من عيار 100 ملم.

## التصدير
طرح مركز كريلوف للأبحاث اقتراح لنسخة تصديرية من الفئة، وأطلق عليها اسم بريبوي-إي "Priboy-E".

## سفن الفئة بريبوي
| الإسم       | رقم السفينة | البناة            | بدء البناء   | التدشين | دخول الخدمة | الميناء | الحالة   |
| ----------- | ----------- | ----------------- | ------------ | ------- | ----------- | ------- | -------- |
| سيفاستوبول  |             | زاليف لبناء السفن | 2020 (متوقع) |         |             |         | في الخطة |
| فلاديفوستوك |             | زاليف لبناء السفن | 2020 (متوقع) |         |             |         | في الخطة |

## معرض الصور

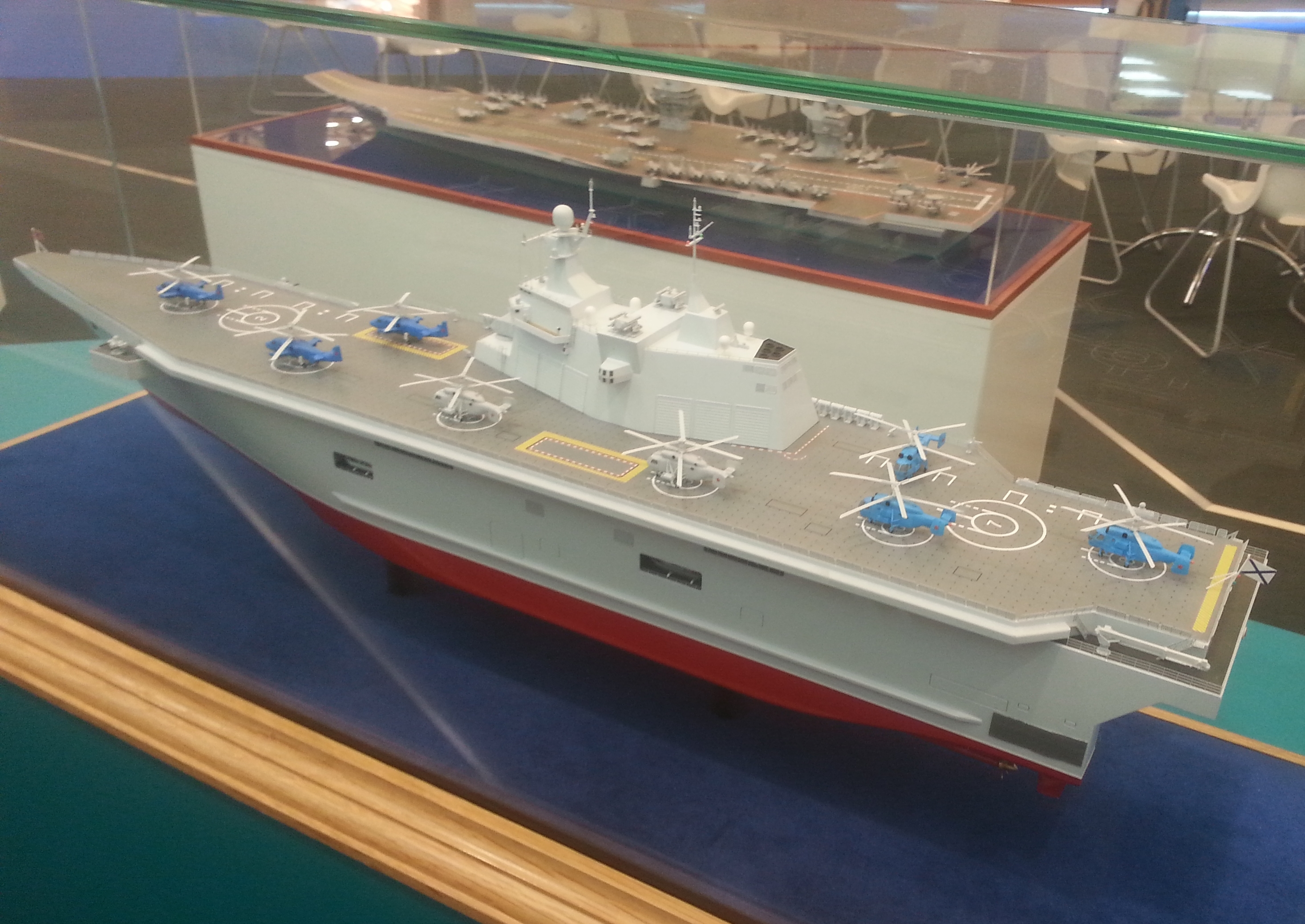
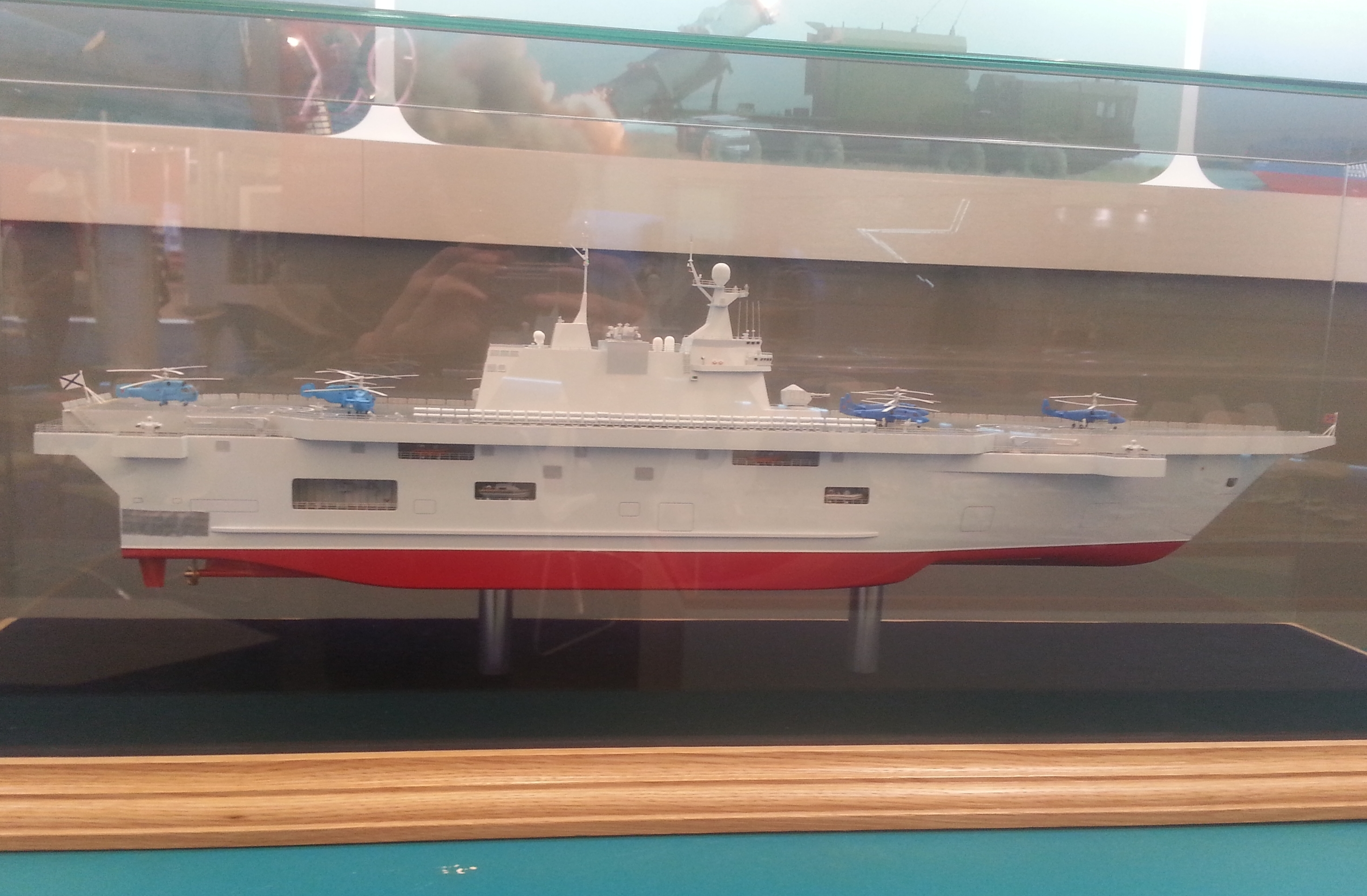
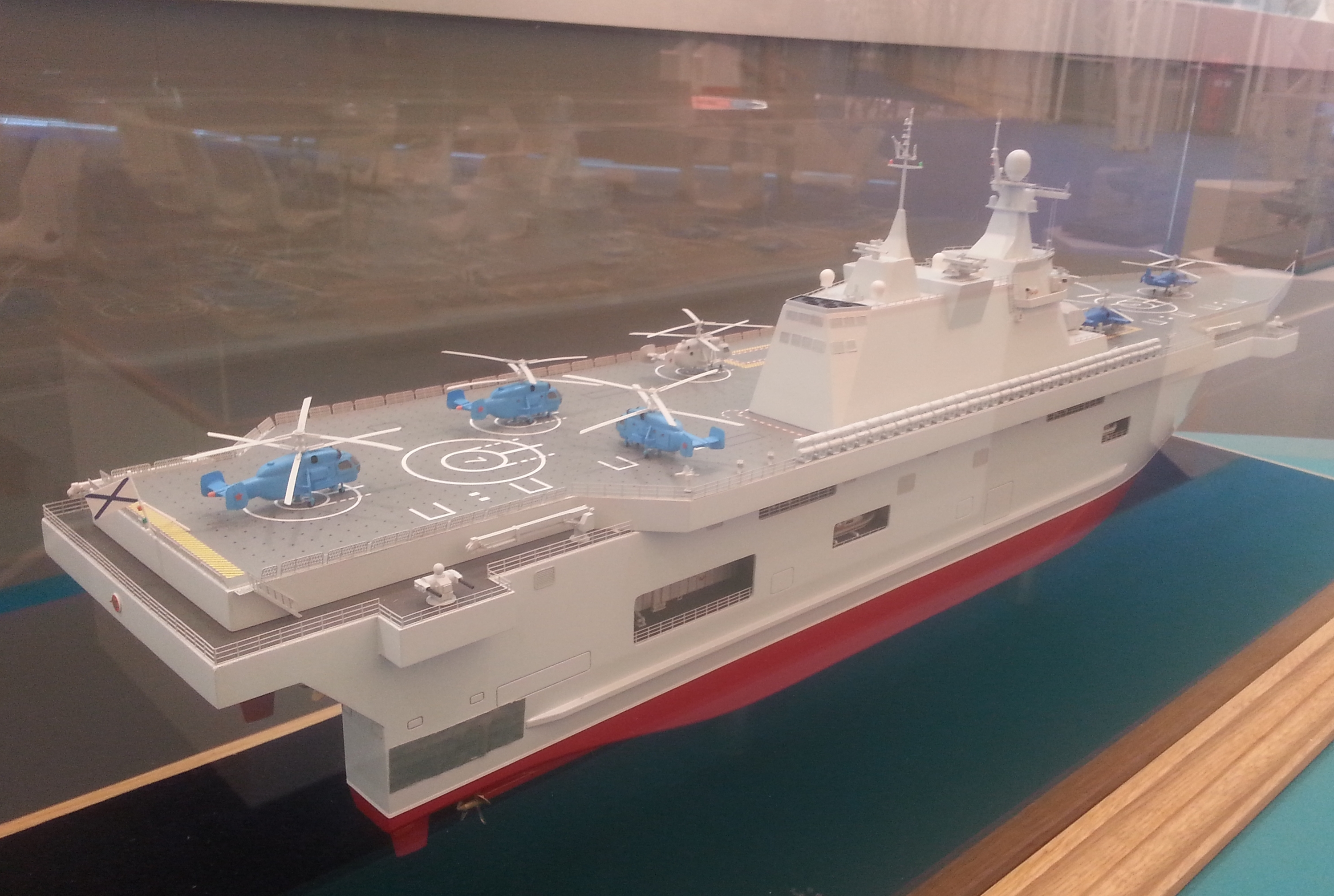

نموذج السفينة في معرض "Army 2015"